# Волостнов, Константин Сергеевич
Константи́н Серге́евич Волостно́в (род. 2 ноября 1979, Москва) — российский органист, пианист и клавесинист.

## Биография
Константин Волостнов родился в Москве в 1979 году.
Начал заниматься органом в классе М. М. Поташниковой в ДМШ имени С. С. Прокофьева. С 1994-го по 1999 год учился в Академическом музыкальном училище при Московской Государственной консерватории имени П. И. Чайковского (классы фортепиано и органа А. М. Шмитова).
В 2004 году окончил Московскую консерваторию, где его педагогами были доцент Ю. В. Мартынов по классу фортепиано и клавесина, профессор А. А. Паршин по классу органа, профессор А. Б. Любимов по классу камерного ансамбля. С 2004 по 2007 годы Константин Волостнов обучался в аспирантуре МГК под руководством профессора Н. Н. Гуреевой.
Участвовал в концертах с Государственным академическим камерным хором под руководством Валерия Полянского, с Московским государственным академическим камерным хором под руководством Владимира Минина, с Российским национальным оркестром под руководством Кента Нагано и Михаила Плетнёва, с Национальным филармоническим оркестром России под руководством Владимира Ашкенази. Концертирует по городам России и за рубежом (Великобритания, Франция, Германия, Испания, Канада, США и др.).
С 2005 по 2006 год занимал пост художественного руководителя Федеральной филармонии Кавказских Минеральных Вод.
Также в 2007 году он окончил Высшую школу музыки в Штутгарте, где обучался под руководством профессора доктора Людгера Ломанна. В 2013 году стал первым в истории штутгартской школы аспирантом-органистом, получившим диплом «с отличием».
С 2010-го по май 2022 года преподавал в Московской государственной консерватории им. П. И. Чайковского.
С 2012 по 2016 год был основателем и художественным руководителем Международного фестиваля «Орган ПЛЮС в „Царицыно“», а в 2011—2012 года основателем и художественным руководителем проекта «Органные сезоны во Дворце», проходившем во Дворце на Яузе и в Петровском путевом дворце).

## Награды и признание
- 2009 год — 1 премия на 25-м Международном органном фестивале в Сент-Олбансе[вд], Великобритания)[4]
- 2008 год — 1 премия на Международном конкурсе в Шрамберге (Internationaler Orgelwettbewerb Eberhard Friedrich Walcker-preis, Германия)[4]
- 2008 — 1 премия, Приз «За лучшее исполнение сочинений отечественных авторов» на Первом Международном конкурсе органистов имени А. Ф. Гедике в Москве (Россия)[4]
- 2003 год — Премия Дугласа Мэя (Douglas May Award) на 22-м Международном конкурсе в Сэнт-Олбанс (St. Albans International Organ Festival, Великобритания)[4]
- 2000 год — 2 премия, приз «За лучшее исполнение пьесы современного чешского композитора» на Международном конкурсе органистов в Опаве, Чехия.

## Дискография
За свою карьеру записал 20 музыкальных альбомов.
- 2017 — И. С. Бах — Органные концерты, сонаты и токкаты
- 2016 — Орган Московского международного дома музыки (Бах, Лист, Чайковский, Кушнарёв)
- 2016 — Русские прелюдии и фуги (Орган Рижского Домского собора)
- 2014 — Шедевры органной музыки II (Great organ works)
- 2012 — Méditation lyrique — музыка Баха, Моцарта, Шумана, Регера, Видора, Алена
- 2009 — Organ live album — записи разных лет
- 2009 — Современная органная музыка московских композиторов — преподавателей Московской консерватории (2004)
- 2009 — Орган Римско-католического собора в Москве
- 2008 — Феликс Мендельсон — Шесть органных сонат
- 2006 — Шедевры органной музыки (Great organ works)
- 2003 — И. С. Бах и романтическая органная музыка